# Počátky (Seč)
Počátky (německy Potschatek) jsou vesnice a část města Seč v okrese Chrudim. Nacházejí se asi 2,5 kilometru západně od Seče. Počátky leží v katastrálním území Dolní Počátky o rozloze 0,93 km² a Počátky Horní o rozloze 2,01 km². Do obou katastrálních území zasahuje část národní přírodní památky Kaňkovy hory.

## Historie
První písemná zmínka o Počátcích pochází z roku 1392, kdy vesnice patřila k panství hradu Lichnice.